# Ухиндаг
Ухиндаг (лезг. Уьхъуьн сув)— вершина в южной части Дагестана. Относится к Гельмец-Ахтынскому хребту системы Бокового хребта Кавказских гор.

## Географическое положение
Гора расположена в северной части Ахтынского района Дагестана, к западу от райцентра Ахты и к востоку от села Гдынк. С южных склонов горы стекают ручьи в реку Ахтычай (правый приток Самура), а с северных в реку Самур.

## Описание
Ухиндаг представляет из себя одновершинный, пирамидальной формы конус, в котором сходятся северный и южный склоны Гельмец-Ахтынского хребта. Вечные снега на горе отсутствуют ввиду недостаточной высотности.

## Геология
Гора сложена глинистыми аспидными сланцами, покрытыми горно-луговой почвой. Растительность скудная.